# Millones por montones
Millones por montones es un concurso de televisión producido por Caracol Televisión en coproducción con BE-TV, basado en el formato de Endemol Entertainment International, Salven el millón; conducido por la conocida presentadora colombiana María José Barraza quien vuelve a la televisión tras varios años de ausencia. 

## Mecánica del concurso
Nombre:Mairovi Gill Y Ana Alcada
Una pareja empieza a jugar con 1000 millones de pesos en dinero real e intenta retener la mayor cantidad posible apostándolo en respuestas a 8 preguntas de selección múltiple.
Para cada pregunta tendrán un tiempo determinado y deberán apostar todo el dinero que tienen a una o más respuestas poniendo el dinero sobre la compuerta correspondiente a cada respuesta. Si los concursantes están absolutamente seguros de saber la respuesta entonces apostarán todo el dinero a esa respuesta y obviamente, retendrán todo el dinero para llevarlo a la siguiente pregunta. Si no están absolutamente seguros de cuál es la respuesta correcta entonces apostarán diferentes cantidades de dinero en las diferentes respuestas dependiendo de sus conocimientos.
Cuando se revela cuál es la respuesta correcta el dinero que esté en las compuertas equivocadas se cae y desaparece del juego.
El dilema es el centro del juego, las parejas deben ser valientes para ganar mucho dinero, pero arriesgar es perderlo.